# Tiroteo en la mezquita de Bærum
El tiroteo de la mezquita Bærum o el tiroteo del Centro Islámico Al-Noor fue un ataque que ocurrió el 10 de agosto de 2019 en la mezquita del Centro Islámico Al-Noor en Bærum, Noruega, a unos 20 km al oeste de la capital, Oslo. Una persona resultó herida, y la hermanastra del pistolero fue encontrada muerta en el piso familiar. El tirador fue puesto bajo custodia policial después de ser sometido por los asistentes a la mezquita. El tiroteo ha sido descrito como un ataque producto del reciente «resurgimiento de la extrema derecha».

## Ataque
Según los informes, el tirador, identificado como Philip Manshaus, de 21 años, llevaba puesto un uniforme y un casco cuando entró en la mezquita, abriéndose camino a través de la puerta cerrada. Llevaba dos escopetas o armas «tipo escopeta» y una pistola, abriendo fuego en la habitación. Las oraciones acababan de terminar, y solo quedaban tres ancianos en la mezquita. Uno de los hombres, Mohamed Rafiq, de 65 años, oficial retirado de la Fuerza Aérea de Pakistán y residente en Noruega desde hacía dos años y medio, se enfrentó a Manshaus, sujetándolo y alejando sus armas. Los dos comenzaron a luchar, con Manshaus hiriéndolo levemente a golpes. Otro de los hombres en la habitación golpeó a Manshaus en la cabeza para someterlo. La policía fue llamada a las 16:07 hora local. Manshaus estaba retenido mediante estrangulamiento cuando la policía llegó a la mezquita. Manshaus apareció en la sala de justicia dos días después del ataque, el 12 de agosto de 2019, con la cara y el cuello marcados por moretones y rasguños.
Según los informes, Manshaus comenzó una transmisión en directo en Facebook en las horas previas a su ataque, pero esto fue eliminado. Una persona murió antes del ataque principal: la hermanastra del agresor, Joanne Zhanjia Ihle-Hansen, de 17 años, nacida en Jiangxi, China y adoptada con dos años por la madrastra de Manshaus, fue encontrada muerta en su casa, y otra resultó herida en la mezquita mientras evitaba que ocurriera el ataque: Mohamed Rafiq.

## Responsabilidades
Las autoridades informaron que la seguridad en Noruega aumentó después del ataque, como ocurrió durante la fiesta musulmana de Eid al-Adha, con la primera ministra elevando la seguridad nacional al día siguiente. El Centro Islámico Al-Noor ya había agregado seguridad adicional después de los tiroteos en la mezquita de Christchurch en Nueva Zelanda. Según los medios locales noruegos, la mezquita dijo que la seguridad sería mejorada nuevamente.
La primera ministra noruega, Erna Solberg, condenó el ataque. Solberg y Abid Raja, un político liberal noruego de origen pakistaní, hablaron juntos el día del ataque, asegurando al público que los lugares de culto deberían estar seguros y pidiendo planes para acabar con la islamofobia en el país. Otra reacción al incidente fue un discurso pronunciado por Siv Jensen, la líder del Partido de Progreso de derecha, normalmente considerado antiinmigración, quien también se refirió a Rafiq como un héroe. El día después del ataque, el día de la celebración islámica de Eid al-Adha, Solberg y otras figuras importantes, así como los hombres de la mezquita, asistieron a una ceremonia de solidaridad celebrada en Sandvika. EndChan eliminó el hilo que el usuario con el nombre de Manshaus publicó, alabando al perpetrador del atentado de Christchurch, y su dominio web principal donde exponía sus ideales xenófobos fue eliminado después del ataque. 
A medida que el tiroteo se extendió en los medios, también lo hicieron las acciones de Rafiq y el otro hombre en la mezquita, que un periódico danés describió como "valiente"; varios medios de comunicación, principalmente en Noruega pero también algunos extranjeros, describieron a Rafiq como un "héroe".
Una filántropa noruega, Elisabeth Norheim, comenzó una campaña de recaudación de fondos en un sitio web de micromecenazgo noruego para ayudar a recaudar dinero para que Rafiq y el otro hombre que ayudó a dominar el ataque pudieran llevar a cabo su Hajj o peregrinación a La Meca. Después de que se superó el objetivo inicial de 55.000 NOK (~ 6100 USD) para el costo de los dos viajes, con más de 180.000 NOK (~ 20,000 USD) recaudados en un día, los organizadores dijeron que también podrían financiar el Hajj para el tercer hombre en la mezquita durante el ataque. El fondo recaudado pasó luego la meta ajustada de 230.000 NOK (~ 25,000 USD).
El 15 de agosto de 2019, se realizó una ceremonia en la Casa de Policía de Sandvika en honor a Rafiq y el otro hombre por sus acciones. Fue oficiada por Beate Gangås, la Comandante en Jefe de la Policía de Oslo, y Lisbeth Hammer Krogh, la alcaldesa de Bærum.